# Atrakurium
Atrakurium – pochodna izochinoliny, o działaniu niedepolaryzującym.

## Działanie
Środek blokuje przewodnictwo nerwowo-mięśniowe wywołując porażenie mięśni poprzecznie prążkowanych (zwiotczenie mięśni szkieletowych) poprzez działanie konkurencyjne w stosunku do acetylocholiny na receptory płytki motorycznej. Po podaniu dożylnym początek działania występuje po około 30 sekundach, zwiotczenie (umożliwiające intubację) – po około 90 sekundach, utrzymuje się do 35 minut. W organizmie w fizjologicznym pH i normalnej temperaturze ciała ulega nieenzymatycznemu rozkładowi do nieczynnych produktów (czwartorzędowego kwasu i laudanozyny), nie wpływających na przewodnictwo nerwowo-mięśniowe. Atrakurium jest stosunkowo bezpiecznym środkiem. W niewielkim stopniu uwalnia histaminę, nie blokuje receptorów muskarynowych i nie działa na zwoje wegetatywne. Nie wykazuje tendencji do kumulacji. Może być stosowany w znieczuleniu do cięcia cesarskiego, gdyż słabo przenika przez barierę łożyskową. Jest lekiem z wyboru stosowanym u chorych z niewydolnością wątroby i nerek – czas jego działania nie zależy od metabolizmu narządowego i nie ulega przedłużeniu u pacjentów z nieprawidłową czynnością nerek i wątroby.

## Wskazania
Zwiotczenie mięśni poprzecznie prążkowanych w celu: wykonania intubacji dotchawiczej podczas zabiegów operacyjnych, kontrolowanej wentylacji (np. u pacjentów sztucznie wentylowanych w OIT).

## Przeciwwskazania
Reakcje uczuleniowe na lek oraz brak możliwości podjęcia sztucznej wentylacji podczas zabiegu.

## Działanie niepożądane
Reakcje związane z uwolnieniem histaminy: zaczerwienienie skóry, obniżenie ciśnienia tętniczego, skurcz oskrzeli; wstrząs anafilaktyczny, kurcz głośni.

## Interakcje
Aminoglikozydy, polimyksyny, streptomycyna, tetracykliny, linkomycyna, klindamycyna, amfoterycyna B, furosemid, kwas etakrynowy, tiazydy, mannitol, acetazolamid, leki przeciwarytmiczne (chinidyna, propranolol, blokery kanału wapniowego, lidokaina, prokainamid), ketamina, sole litu, sole magnezu i wapnia podawane parenteralnie, leki blokujące zwoje nerwowe (trimetafan, heksametonium), hipotermia – nasilają lub wydłużają działanie atrakurium na płytkę nerwowo-mięśniową. Halotan, enfluran, izofluran, metoksyfluran nasilają działanie relaksacyjne i wymagają modyfikacji dawki. Acetylocholina i pochodne oraz sole potasu zmniejszają intensywność bloku. Inhibitory esterazy acetylocholinowej, np.  neostygmina odwraca działanie porażające na złącze nerwowo-mięśniowe.

## Dawkowanie
Dożylnie – dorośli i dzieci powyżej 1. mż.: dawka umożliwiająca intubację – 0,5–0,6 mg/kg mc., dawka początkowa u chorych intubowanych z użyciem innego środka: 0,3–0,6 mg/kg mc., podtrzymująca 0,1–0,2 mg/kg mc.